# Royal Huddleston Burpee
Royal Huddleston Burpee, Sr. (* 4. Juni 1898; † 13. Januar 1987) war ein US-amerikanischer Physiologe. Er ist vor allem für die nach ihm benannte Ganzkörperübung Burpee bekannt.
Burpee war ein Veteran des Ersten Weltkriegs. Nach dem Krieg machte er seinen Doktor in Physiologie an der Columbia University. In den 1930er Jahren entwickelte er den Burpee-Test. 1942 übernahm die US-Army die Übung als Teil ihres Fitnesstests.
Im Zweiten Weltkrieg arbeitete er als Programmdirektor für die Überseegebiete der United Service Organizations (USO). Von 1946 bis 1964 war Burpee Ausführender Leiter der Bronx-Union Branch der Young Men’s Christian Association (YMCA) in New York City. Er ist auf dem Long Island National Cemetery begraben.